# Вихмязь
Ви́хмязь — упразднённая деревня на территории Пашского сельского поселения Волховского района Ленинградской области.

## История
ВИХМЯЗЬ — деревня принадлежит генерал-лейтенанту Апрелеву, число жителей по ревизии: 4 м. п., 3 ж. п. (1838 год)

ВИХМАСЬ — деревня наследников генерал-лейтенанта Апрелева, по просёлочной дороге, число дворов — 2, число душ — 9 м. п. (1856 год)

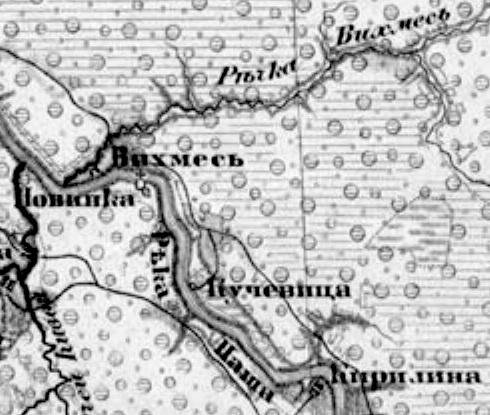
Деревня Вихмязь карте 1860 года

В «Историческом атласе Санкт-Петербургской Губернии» 1860 года обозначена как деревня Вихмесь. На противоположном берегу, в деревне Новинка, находилась часовня.

ВИХМЯСЬ — деревня владельческая при реке Паше, 2 двора, жителей 7 м. п., 5 ж. п. (1862 год)

Согласно епархиальным сведениям 1899 года деревня относилась к приходу Крестовоздвиженской церкви Шижнемского погоста в селе Часовенское.
В конце XIX — начале XX века деревня административно относилась к 3-му стану Новоладожского уезда Санкт-Петербургской губернии.
По данным «Памятной книжки Санкт-Петербургской губернии» за 1905 год деревня входила в состав Николаевщинского сельского общества 4-го земского участка.

Деревня Вихмязь на карте 1940 года

Согласно административным данным 1966 года деревня Вихмязь в составе Волховского района не значилась.

## География
Находилась на левом берегу реки Вихмязь в месте её впадения в реку Паша, к югу от деревни Новая.

## Археология
В 1934 году в лесу у деревни Вихмязь был найден крупный клад западноевропейских денариев XI века. Также в бронзовом котле были найдены серебряный слиток, 10 обломков украшений. В настоящее время найденные монеты хранятся в Государственном Эрмитаже.